# Victoria (2015)
Victoria ist ein Spielfilm des deutschen Regisseurs Sebastian Schipper aus dem Jahr 2015, der aus einer einzigen 140-minütigen Kameraeinstellung besteht. Als offizieller Wettbewerbsbeitrag der 65. Berlinale hatte der Film am 7. Februar 2015 Premiere. Der norwegische Kameramann Sturla Brandth Grøvlen erhielt den  Silbernen Bären in der Kategorie Herausragende künstlerische Leistung für die beste Kamera. Beim Deutschen Filmpreis 2015 wurde der Film in sechs Kategorien mit einer „goldenen Lola“ prämiert, unter anderem als bester Spielfilm und für die beste Regie.

## Handlung
Während einer Clubnacht trifft die junge Spanierin Victoria in Berlin auf die vier jungen Männer „Sonne“, „Boxer“, „Blinker“ und „Fuß“, die sich ihr als „echte Berliner“ vorstellen. Sie verständigen sich mit Victoria auf Englisch. Neu in der Stadt und auf der Suche nach Bekanntschaften begleitet Victoria die vier durch die weitere Nacht, zum nächsten Späti und auf ein Hochhausdach, einem regelmäßigen Treffpunkt der Gruppe. Sie albern herum. Von Boxer erfährt man unter anderem, dass er im Gefängnis war.
Sonne begleitet Victoria zum Café, in dem sie unterbezahlt arbeitet, und das sie um sieben Uhr öffnen muss. Er entdeckt dort ein Klavier und klimpert ein bisschen darauf herum, schließlich spielt Victoria ein sehr anspruchsvolles Klavierstück, einen der Mephisto-Walzer von Franz Liszt. Sonne ist tief beeindruckt; sie gesteht ihm, dass sie ihr ganzes Leben ihrem Traum geopfert hat, Konzertpianistin zu werden, seit früher Kindheit täglich die physisch maximal mögliche Zeit geübt und nie Zeit für Freunde gehabt hat. Auch ihre Kommilitonen auf dem Konservatorium seien eher Feinde gewesen, da alle nur um die Verwirklichung ihres Traumes konkurrierten. Vor kurzem habe man ihr dort mitgeteilt, dass sie nicht gut genug sei, und ihr die Aufgabe ihres Klavierstudiums nahegelegt.
Das Flirten und Kennenlernen der beiden im Café wird vom wieder auftauchenden Rest der Gruppe unterbrochen. Eine Knastbekanntschaft von Boxer fordert einen Gefallen. Da Fuß zu stark alkoholisiert und nicht mehr handlungsfähig ist, wird Victoria von Sonne überzeugt, die anderen drei zu begleiten. Der Gefallen entpuppt sich als Überfall auf eine Privatbank, Victoria wird Fahrerin des gestohlenen Fluchtwagens. Nach dem geglückten Bankraub kehrt die Gruppe in den Club zurück und feiert ausgelassen weiter. Nach dem Verlassen des Clubs kehren sie jedoch zum Fluchtfahrzeug zurück, in dem sie Fuß vergessen hatten. Als sie sehen, dass die Umgebung nun von der Polizei umstellt ist, flüchten sie überhastet und ziehen so deren Aufmerksamkeit auf sich. Sie fliehen in den Innenhof einer Neubausiedlung, wo es zu einem Schusswechsel kommt. Boxer und Blinker werden dabei angeschossen und Victoria und Sonne trennen sich von ihnen. Sie verschaffen sich Zugang zu der naheliegenden Wohnung eines fremden Paares. Sie ziehen Kleidungsstücke von ihnen an und nehmen deren gemeinsames Baby mit, welches sie wie versprochen im gegenüberliegenden Laden abgeben, und entkommen auf diese Weise getarnt zu einem Hotel (das Westin Grand Berlin). Victoria gelingt es, ein Zimmer zu organisieren. Dort sieht Sonne in den Nachrichten, dass Boxer und Blinker den Schussverletzungen erlegen sind. Erst dann erkennt Victoria, dass auch Sonne bei dem Schusswechsel schwer verletzt wurde. Sie ruft einen Krankenwagen, der jedoch nicht rechtzeitig ankommt; Sonne stirbt, trotz ihres Flehens durchzuhalten, im Hotelbett. Zuvor hatte er ihr gesagt, dass sie das Geld nehmen und nach Spanien gehen soll. Die in Tränen aufgelöste Victoria findet langsam die Fassung wieder, sie nimmt das erbeutete Geld an sich und verlässt unerkannt das Hotel.

## Entstehungsgeschichte

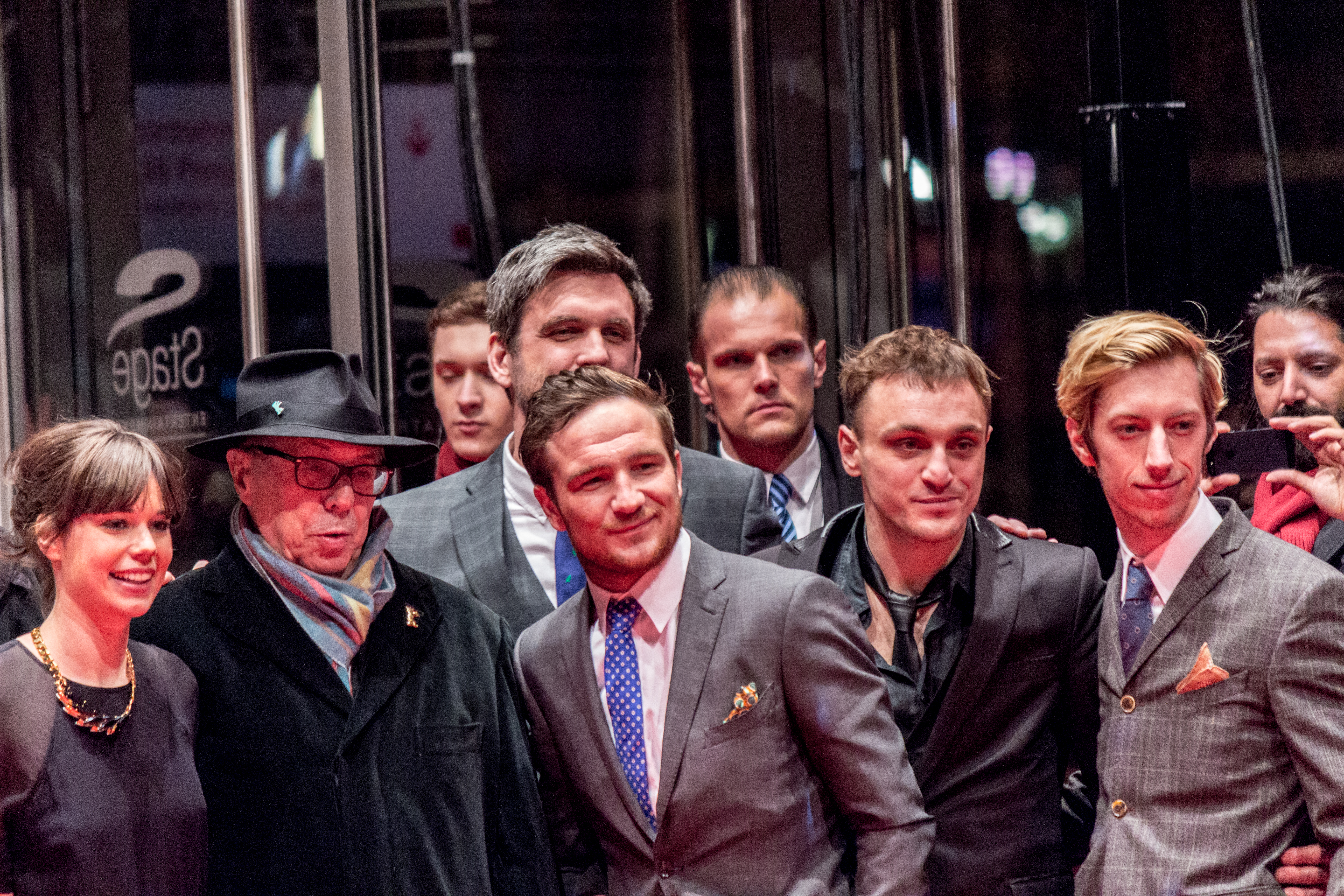
Die Darsteller des Films mit Regisseur Schipper (verdeckt) und Festivalleiter Dieter Kosslick bei der Berlinale 2015

Der Film wurde in einer einzigen Kameraeinstellung gedreht. Um die ungewöhnliche Drehweise realisieren zu können, musste die Vorgehensweise der Produktion angepasst werden. So bestand das Drehbuch für den über zwei Stunden langen Film ursprünglich lediglich aus zwölf Seiten. Dies hatte zur Folge, dass die Dialoge des Films gemeinsam mit den Hauptdarstellern vor Ort geschrieben wurden und spontan während des Drehs angepasst werden konnten, beispielsweise wenn bestimmte Vorgänge länger oder kürzer dauerten als geplant.
Es wurden insgesamt drei vollständige Versionen des Films gedreht. Die letzte dieser Fassungen wurde schließlich komplett im Spielfilm verwendet und dabei nicht geschnitten. Die relativ geringe Drehzeit wurde durch eine umso intensivere Zeit zum Proben ausgeglichen.
Gedreht wurde die finale Fassung am 27. April 2014 zwischen 4:30 und 7:00 Uhr in Berlin-Kreuzberg und Berlin-Mitte. Schipper standen sechs Regieassistenten und drei komplette Teams für den Ton zur Verfügung. Als Kamera wurde eine Canon C300 verwendet. Es kamen 150 Statisten zum Einsatz.

## Kritiken
Der Film erhielt überwiegend positive Kritiken. Rotten Tomatoes zählte 108 positive und 24 negative Rezensionen. Metacritic zählte 21 positive, 6 gemischte und keine negativen Veröffentlichungen. Auf der Seite der Internet Movie Database wurde bei 49.802 Nutzern die gewichtete Durchschnittsnote 7,6 von 10 ermittelt.
Wenke Husmann fasst in der Zeit zusammen: „Ein irrsinniges Experiment, ein fantastischer Film, […] der das deutsche Kino nachhaltig durchrütteln wird. […] Man sitzt und schaut und ist völlig überwältigt von dem, was man da sieht. Und schon bald auch von dem, was man nicht sieht, weil man sich vorstellt, wie das alles entstanden sein muss. Es ist, als würde endlich ein großer Hunger gestillt. […] In diesem letzten Versuch [nach zwei zu perfekten Generalproben] zündete dann der Funke. Es entstand ein filmisches Feuerwerk. Und wenn man denn so will, ist Sturla Brandth Grøvlen der Pyrotechniker. […] Der Film war – so realistisch muss man sein – eigentlich nicht machbar. Hirnrissig eben. Er wurde absolut gigantisch.“
Jens Balzer lobt in der Berliner Zeitung, wie es Schipper und seinen Schauspielern in diesem Bankräuberfilm gelingt, das Gefühl der Fremdheit in Berlin einzufangen, sowohl die Einsamkeit der spanischen Neuberlinerin Victoria als auch die Verlorenheit der Berliner Ghettojungs, die sich im hippen Berliner Nachtleben beweisen wollen. „Liebe und Angst, Gewalt und Vertrauen, Zukunftswillen und auswegloses Jetzt“ seien im Film „unentwirrbar ineinander verschränkt“. Der Film zwänge Figuren und Zuschauern „eine Einheit von Raum und Zeit auf, in der er einerseits eine eigene Zeit und Welt erschaffe und gleichzeitig unsere Gegenwart in allgemein gültigster Weise widerspiegele“, urteilt Balzer zusammenfassend.
Wolfgang Höbel beschreibt bei Spiegel Online, wie die „stets radikal dynamische Erzählweise“ beim Zuschauer eine Nähe zu den Charakteren und dem Strudel, in den sie mit ihrem Handeln hineingerissen werden, schaffe, obwohl einige der „manchmal gruselig schwankenden Bilder“ eine Herausforderung beim Zuschauen seien. Schipper gelinge laut Höbel, wie bereits in seinen vorherigen Buddy-Movies Absolute Giganten und Ein Freund von mir ein „Außenseiter-Ensemble“ zusammenzustellen, „das das Männerspiel aus ungelenken Zärtlichkeiten, losen Brüllereien und jähen Eingeständnissen der eigenen Verletzlichkeit ehrfurchtgebietend und manchmal sogar herzzerreißend beherrscht“. Oft gelobt wird auch der Kameramann, dem laut Gunda Barrels vom Tagesspiegel für die 140 Minuten „Ochsentour jeder Respekt gebührt“, auch weil er die Gefühlswelten der Schauspieler durchgehend „sehr feinstofflich einfängt“. Sturla Brandth Grøvlen lässt seine Kamera vom „Rhythmus inspirieren, wechselt brillant Farben, Helligkeiten und Schärfe, ist kühl und liebevoll zugleich. Mal mit dokumentarischer Schärfe, mal mit impressionistischer Körnigkeit“, wie es Jan Küveler in der Welt beschreibt.
Von der Deutschen Film- und Medienbewertung wurde Victoria mit dem Prädikat besonders wertvoll versehen. In der Begründung heißt es: „Wer ein trauriges Kammerspiel mit vier kaputten Getto-Jugendlichen und einer unerfahrenen Berlinbesucherin erwartet, den wird ‚Victoria‘ positiv überraschen. Nicht nur, weil sich der Film über eine große Fläche von Berlin-Mitte und Kreuzberg erstreckt, sondern weil sich Schipper als ein phänomenaler Dramaturg erweist.“
Jason Wood, der Programmdirektor der britischen Arthouse-Kinokette Curzon Cinemas, schreibt in seiner Kritik, dass der „außerordentlich ambitionierte Film“, „den Kick von purem Adrenalin einfängt“. Er bemerkt, dass „alle Schauspieler […] den höllischen Anforderungen des Drehs mühelos gewachsen“ sind und der Film daher nicht nur „wegen der nuancierten Charakterdarstellung der Protagonistin sehenswert“ sei, „sondern auch wegen der Art, wie der Regisseur und sein Kameramann Sturla Brandth Grøvlen sie in Szene setzen“.

## Auszeichnungen
Berlinale 2015
- Auszeichnung Silberner Bär für eine herausragende künstlerische Leistung: Sturla Brandth Grøvlen für die Kamera
- Auszeichnung Leserpreis der Berliner Morgenpost
- Auszeichnung Preis der Gilde Deutscher Filmkunsttheater

Deutscher Filmpreis 2015
- Auszeichnung Filmpreis in Gold in der Kategorie Bester programmfüllender Spielfilm
- Auszeichnung in der Kategorie Beste Regie
- Auszeichnung in der Kategorie Beste darstellerische Leistung – weibliche Hauptrolle
- Auszeichnung in der Kategorie Beste darstellerische Leistung – männliche Hauptrolle
- Auszeichnung in der Kategorie Beste Kamera
- Auszeichnung in der Kategorie Beste Filmmusik
- Nominierung in der Kategorie Beste Tongestaltung

Europäischer Filmpreis 2015
- Nominierung in der Kategorie Bester Film
- Nominierung in der Kategorie Beste Regie
- Nominierung in der Kategorie Beste Darstellerin

Deutsche Film- und Medienbewertung (FBW)
- Prädikat „besonders wertvoll“

BAFTA 2017
- Nominierung in der Kategorie EE Rising Star Award für Laia Costa

Der Film galt zudem als Favorit für den deutschen Beitrag zur Oscarverleihung für den besten fremdsprachigen Film. Da die Dialoge aber zu 49 % auf Englisch gedreht wurden – erlaubt sind nur 40 % –, konnte er nicht berücksichtigt werden. Dieser Begründung widersprach jedoch Regisseur Schipper in einem Interview.

### Kritikenspiegel deutschsprachig
- epd Film, 13. Mai 2015: Rezension von Anke Sterneborg
- filmdienst 12/2015: Rezension von Rüdiger Suchsland[18]
- rbb, 7. Februar 2015, Fabian Wallmeier: Der unerwartete Triumph des Sebastian Schipper
- Der Spiegel, 7. Februar 2015, Wolfgang Höbel: Die Außenseiterbande
- Süddeutsche Zeitung, 9. Juni 2015, Tobias Kniebe: Alles in einem Take, abgerufen am 10. Juni 2015
- Der Tagesspiegel, 8. Februar 2015, Gunda Bartels: Berlin ungeschnitten, 8. Juni 2015, Jan Schulz-Ojala: Berlin auf ex
- taz, 9. Februar 2015, Andreas Busche: Orientierung suchen
- Wiener Zeitung, 8. Februar 2015, Matthias Greuling: Victoria ist Berlinerin
- Die Zeit, 8. Februar 2015, Wenke Husmann: Absolut gigantisch
- Filmstarts.de, 8. Februar 2015: Rezension von Christian Horn

### Kritikenspiegel international
- Cine Vue, Patrick Gamble: Berlin 2015 Victoria review (englisch)
- The Hollywood Reporter, 7. Februar 2015, Stephen Dalton: Victoria: Berlin review (englisch)
- Variety, 7. Februar 2015, Guy Lodge: Berlin Film Review: Victoria (englisch)